# Třemošnice
Třemošnice − miasto w Czechach, w kraju pardubickim. Według danych z 1 stycznia 2011 powierzchnia miasta wynosiła 1902 ha, a liczba jego mieszkańców 3144 osób.

## Demografia
| Rok             | 1970  | 1980  | 1991  | 2001  | 2003  | 2011  |
| --------------- | ----- | ----- | ----- | ----- | ----- | ----- |
| Liczba ludności | 2 025 | 2 747 | 3 366 | 3 404 | 3 273 | 3 144 |

Źródło: Czeski Urząd Statystyczny